# Jerzy Kepel (sportowiec)
Jerzy Kepel (biał. Юры Кэпэль, Юрый Кепель; zm. 1940 w ZSRR) – polski wioślarz, białoruski dziennikarz, działacz zachodniobiałoruskiego ruchu studenckiego.

## Życiorys
Był zawodnikiem AZS Wilno i AZS Warszawa. Pozostawał jednym z najwybitniejszych polskich skifistów w latach 1934-1939. Jego sukcesy przedstawiały się następująco:
- 1934 – regaty międzynarodowe w Rydze –  złoty medal[1],
- 1935 – Mistrzostwa Polski w Bydgoszczy –  srebrny medal,
- 1936 – Mistrzostwa Polski w Bydgoszczy –  srebrny medal,
- 1936 – regaty międzynarodowe w Wiedniu –  srebrny medal,
- 1936 – regaty międzynarodowe w Budapeszcie –  złoty medal,
- 1936 – regaty międzynarodowe w Paryżu –  złoty medal,
- 1937 – Akademickie Mistrzostwa Świata (ósemki) –  brązowy medal[1],
- 1938 – regaty międzynarodowe w Gdańsku –  złoty medal[1],
- 1938 – regaty międzynarodowe w Bydgoszczy –  złoty medal[1],
- 1939 – Mistrzostwa Polski w Witobelu –  srebrny medal[2].

Był objęty przygotowaniami do Igrzysk Olimpijskich, które miały się odbyć w 1940 w Helsinkach. Po agresji Sowietów na Polskę w 1939, jako uznany sportowiec, z międzynarodowymi kontaktami, został oskarżony o szpiegostwo i skazany na 10 lat ciężkich robót w kopalniach niklu koło Norylska. Zaginął na terenie ZSRR.

## Rodzina
Był bratem mistrzyni Polski w wioślarstwie z 1939, Marii Kepel. Jego synem jest ekonomista i bankowiec Jerzy Kepel.